# Nuna (Kontinent)
Nuna war ein Konzept für einen hypothetischen erdgeschichtlichen Kontinent, der vor 1,7 bis 1,8 Milliarden Jahren existiert haben soll. Die wesentlichen Bestandteile sind der Kanadische Schild und Grönland sowie Fennoskandien und die Osteuropäische Plattform (i. e. das spätere Baltica). Er ist damit im Umfang quasi identisch mit der ursprünglichen Konzeption des hypothetischen erdgeschichtlichen Kontinents Nena. Allerdings wurde das Konzept von Nuna inzwischen stark erweitert und Nuna wird in neueren Arbeiten mit dem globalen Superkontinent Columbia gleichgesetzt.

## Namengebung
Das Konzept eines erdgeschichtlichen Kontinents Nuna wurde von Paul F. Hoffman 1997 vorgeschlagen. Der Kontinent ist nach nuna, dem grönländischen Wort für „Land“, benannt.

## Bestandteile
Nuna besteht nach Paul F. Hoffman 1997 im Wesentlichen aus den zentralen nordamerikanischen Kratonen (Slave-Kraton, Superior-Kraton, Hearne-Kraton und Wyoming-Kraton einschließlich Grönland (Rae- und Nain-Komplex) und dem größten Teil des späteren Baltica). Es ist damit deutlich kleiner als der hypothetische Superkontinent Columbia, mit dem es häufig gleichgesetzt wird. Hoffman diskutiert allerdings, ob Nuna lediglich ein Teil eines wesentlich größeren Superkontinents war.

## Nuna als erdgeschichtlicher Kontinent
Nach der Vorstellung von Paul Hoffman soll sich Nuna vor etwa 1700 bis 1800 Millionen Jahren gebildet haben. Die Entstehung fällt damit in den Zeitraum, in dem sich nach anderen plattentektonischen Modellen, der Superkontinent Columbia gebildet haben soll. Nuna wird deshalb in der heutigen Literatur häufig mit dem hypothetischen Kontinent Columbia gleich gesetzt, da Paul Hoffman die Vermutung formulierte, dass Nuna nur ein Teil eines Superkontinents gewesen sein könnte, der Rodinia vorausging. Das Konzept eines hypothetischen Kontinents Nuna wird daher in den „gängigen“ Rekonstruktionen nicht mehr berücksichtigt.